# National Park
National Park är en ort i Australien.   Den ligger i kommunen Central Highlands och delstaten Tasmanien, i den sydöstra delen av landet, 800 km söder om huvudstaden Canberra. Orten hade 73 invånare år 2016.